# ثاديوس جيبسون
ثاديوس جيبسون (بالإنجليزية: Thaddeus Gibson)‏ هو لاعب كرة قدم أمريكية أمريكي، ولد في 21 أكتوبر 1987 في يوكليد في الولايات المتحدة.

## وصلات خارجية
- ثاديوس جيبسون على موقع مرجع كرة القدم المحترفة.كوم (الإنجليزية)